# Radosław Ochnio
Radosław Ochnio (ur. 28 lutego 1977 w Ciechanowie) – polski operator dźwięku.
Absolwent realizacji dźwięku w Wielkopolskiej Szkole Radia, Telewizji i Filmu w Poznaniu. Laureat Europejskiej Nagrody Filmowej 2016 dla Najlepszego Europejskiego Realizatora Dźwięku za dźwięk w filmie 11 minut.

## Wybrana filmografia
jako operator dźwięku:
- Segment '76 (2002)
- 1409. Afera na zamku Bartenstein (2005)
- Ostra randka (2012)
- 11 minut (2015)
- Sługi boże (2016)